# 올리버 베어먼
올리버 제임스 베어먼(Oliver James Bearman, 2005년 5월 8일 ~ )은 영국의 자동차 경주 선수이다. 현재 프레마 레이싱 소속으로 FIA 포뮬러 2 챔피언십에서 경쟁하고 있으며, 페라리 드라이버 아카데미 소속이다. 2021년 이탈리아와 ADAC F4 챔피언십을 우승하였고,  포뮬러 원에서 스쿠데리아 페라리와 하스 F1의 예비 선수로 올라있다. 2024년 사우디아라비아 그랑프리에 충수염 수술로 결장한 카를로스 사인스 주니어를 대신하여 출전해 포뮬러 원 데뷔를 기록했다. 2024년 7월 4일 하스 F1과 다년계약을 체결하여 2025 시즌부터 출전할 예정이다.